# أوما ثورمان
أوما كارونا ثورمان (بالإنجليزية: Uma Thurman)‏ (وُلدت في 29 أبريل عام 1970) هي عارضة أزياء وممثلة أمريكية. مثلت أوما ثورمان في مجموعة متنوعة من الأفلام، من الكوميديا الرومنسية والدراما إلى الخيال العلمي والآكشن (الإثارة). بعد ظهورها على غلاف مجلة فوغ البريطانية في ديسمبر عام 1985 ومايو عام 1986، مثلت ثورمان دور البطولة في فيلم علاقات خطرة (1988). أصبحت مشهورة وبارزة على مستوى عالمي بفضل أدائها في فيلم كوينتن تارنتينو بَلب فيكشن (خيال رخيص)عام 1994، وترشحت بفضله لجوائز الأوسكار وبافتا وغولدن غلوب لأفضل ممثلة مساعدة. عملت مع تارنتينو مجددًا في فيلم اقتل بيل: الجزء الأول والثاني (2003 و2004)، ما جعلها تترشح لجائزتي غولدن غلوب مجددًا.
تُعتبر أوما ثورمان ممثلة هوليوودية رائدة، من أفلامها البارزة الأخرى: هنري آند جون (1990)، وذا تروث أباوت كاتس آند دوغز (1996)، وباتمان آند روبن (1997)، وغيتاكا (1997)، ولي ميزيرابل (البؤساء) (1998)، و ذا بروديوسرز (المنتجان) (2005)، وماي سوبر إكس غيرلفريند (2006)، وفيلم شبق (2013) لِلارس فون تريير، وذا هاوس ذات جاك بيلت (المنزل الذي بناه جاك) (2018). في عام 2011، كانت أوما ثورمان عضوًا في لجنة التحكيم في المسابقة الرئيسية في مهرجان كان السينمائي الرابع والستين. في عام 2017، عُيّنت رئيسة لجنة التحكيم في المسابقة في مهرجان كان السينمائي السبعين لنيل جائزة «نظرة ما». ظهرت أوما ثورمان في برودواي لأول مرة في ذا باريجن وومن (المرأة الباريسية) (2017-2018).
فازت ثورمان بجائزة غولدن غلوب لأفضل ممثلة في فيلم تلفزيوني عن أدائها في فيلم هستيريا العمى (2002) من إنتاج إتش بي أو، وعن دورها في سلسلة إن بي سي الموسيقية سماش (2012). تلقت جائزة الإيمي برايم تايم لجائزة أفضل ممثلة ضيفة في سلسلة درامية. مثلت ثورمان دور البطولة في سلسلة ذا سلاب (2015) ومسلسل إمبوسترز (2017-2018).

## نشأتها
وُلدت أوما ثورمان في بوسطن، ماساتشوستس. والدها، روبرت ثورمان، أستاذ في الدراسات البوذية الهندية التبتية ومؤلف، وعاش بصفته راهبًا بوذيًا مُشرعًا مدة ثلاث سنوات.
وُلدت أمها، نينا فون شليبروغي، في مدينة مكسيكو لأب ألماني وأم سويدية، وهي عارضة أزياء اكتُشفت في ستوكهولم وانتقلت إلى مدينة نيويورك في سن السابعة عشر، وانضمت إلى وكالة فورد للأزياء. تلقت ثورمان تربية بوذية، وقضت ما يقرب من عامين في بلدة المورا الهندية في جبال الهيمالايا. ترعرعت في أمهيرت ماساتشوستس حيث ارتادت مدرسة أمهيرست الثانوية الإقليمية، ثم انتقلت إلى وودستوك، نيويورك. لديها ثلاثة أشقاء، غاندين (مواليد 1967)، وديشن كارل (مواليد 1973)، وميبام (مواليد 1978)، وأخت غير شقيقة تدعى تايا (مواليد 1961) من زواج والدها السابق.
تُوصف بأنها كانت فتاة غريبة وانطوائية وتعرضت للمضايقة بسبب مظهرها واسمها الغريب (تستخدم أحيانًا اسم «أوما كارين» بدلًا من اسمها المُعطى لها عند ولادتها). عندما كانت في العاشرة من عمرها، اقترحت والدة أحد الأصدقاء إجراء عملية تجميل لأنفها. وعندما كانت طفلة، عانت من نوبات من اضطراب التشوه الجسمي. ارتادت مدرسة أمهيرست العامة واكتشفت حبها للتمثيل في الصف الثامن. لاحظت مكتشفة المواهب أداءها بدور أبيغيل في مسرحية البوتقة، ووفرت لها الفرصة للعمل بشكل احترافي. ارتادت ثورمان مدرسة نورثفيلد ماونت هيرمون، وهي مدرسة تحضيرية في ولاية ماساتشوستس، وذلك قبل أن تترك المدرسة لتصبح ممثلة.

## قائمة الأفلام
| العام | العنوان                               | الدور                                     | ملاحظات |
| ----- | ------------------------------------- | ----------------------------------------- | --- |
| 1988  | Johnny Be Good                        | Georgia Elkans                            | |
| 1988  | علاقات خطرة (فيلم)                    | Cécile de Volanges                        | |
| 1988  | Kiss Daddy Goodnight                  | لورا                                      | |
| 1988  | The Adventures of Baron Munchausen    | فينوس/رووز                                | |
| 1990  | هنري وجون [الإنجليزية]                | جون ميلر                                  | |
| 1990  | Where the Heart Is ‏                   | Daphne McBain                             | |
| 1991  | روبن هود (توضيح)                      | الخادمة ماريان ‏                           | جون إيرفين directed TV movie. |
| 1992  | Final Analysis                        | Diana Baylor                              | |
| 1992  | Jennifer 8                            | Helena Robertson                          | |
| 1993  | Mad Dog and Glory                     | قلوري                                     | |
| 1993  | Even Cowgirls Get the Blues ‏          | Sissy Hankshaw                            | |
| 1994  | الخيال المثير                         | Mia Wallace                               | ترشحت—جائزة الأوسكار لأفضل ممثلة مساعدة Nominated—جائزة غولدن غلوب لأفضل ممثلة مساعدة - فيلم Nominated—جائزة بافتا لأفضل ممثلة في دور ثانوي Nominated—Chicago Film Critics Association Award for Best Supporting Actress Nominated—Chlotrudis Award for Best Supporting Actress Nominated—جائزة إم تي في للأفلام لأفضل أداء Nominated—جائزة نقابة ممثلي الشاشة للأداء المتميز لممثلة في دور مساند ‏ |
| 1995  | A Month by the Lake                   | Miss Beaumont                             | |
| 1996  | The Truth About Cats & Dogs           | نويللي                                    | |
| 1996  | Beautiful Girls ‏                      | أنديرا                                    | |
| 1996  | Duke of Groove                        | مايا                                      | فيلم تلفزيوني |
| 1997  | غاتاكا                                | Irene Cassini                             | |
| 1997  | باتمان وروبن (فيلم)                   | Dr. Pamela Isley/Poison Ivy               | |
| 1998  | Les Misérables                        | فانتين                                    | |
| 1998  | المنتقمون (فيلم)                      | Emma Peel                                 | |
| 1999  | Sweet and Lowdown                     | Blanche                                   | |
| 2000  | فاتيل ‏                                | Anne de Montausier                        | |
| 2000  | كوز الذهب (فيلم)                      | Charlotte Stant                           | |
| 2001  | Tape                                  | Amy Randall                               | |
| 2001  | Chelsea Walls                         | قرايس                                     | |
| 2002  | Hysterical Blindness                  | Debby Miller                              | Producer Golden Globe Award for Best Actress, TV Mini-series |
| 2003  | شيك الدفع                             | Dr. Rachel Porter                         | |
| 2003  | اقتل بيل الجزء 1                      | العروس (اقتل بيل)                         | جائزة زحل لأفضل ممثلة جائزة إم تي في للأفلام لأفضل أداء Nominated—جائزة غولدن غلوب لأفضل ممثلة - فيلم دراما Nominated—جائزة البافتا لأفضل ممثلة في دور رئيسي |
| 2004  | اقتل بيل الجزء 2                      | Beatrix Kiddo/The Bride/Black Mamba/Mommy | جائزة إم تي في لأفضل معركة Nominated—جائزة غولدن غلوب لأفضل ممثلة - فيلم دراما Nominated—جائزة إم تي في للأفلام لأفضل أداء |
| 2005  | Be Cool                               | Edie Athens                               | |
| 2005  | ناوسيكا أميرة وادي الرياح             | Kushana (Voice)                           | English re-dub version of 1984 movie |
| 2005  | پرايم                                 | Rafi Gardet                               | |
| 2005  | المنتجان (فيلم 2005)                  | Ulla                                      | |
| 2006  | صديقتي السابقة بطلة خارقة             | Jenny Johnson/G-Girl                      | Nominated—جوائز بيبول تشويس Nominated - جائزة إم تي في لأفضل معركة |
| 2008  | الحياة قبل أعينها                     | ديانا                                     | |
| 2008  | The Accidental Husband                | Emma Lloyd                                | منتجه أيضا |
| 2008  | My Zinc Bed (2008 Film)               | Elsa Quinn                                | |
| 2008  | A Muppets Christmas: Letters to Santa | جوي                                       | فيلم تلفزيوني |
| 2009  | Motherhood (film)                     | Eliza Welsh                               | |
| 2010  | بيرسي جاكسون والأوليمبونس: لص البرق   | ميدوسا                                    | |
| 2010  | Ceremony                              | زوو                                       | تحت التصوير |
| 2010  | Bel Ami (2011 film)                   | Madeleine Forestier                       | تحت التصوير |
| 2018  | الحرب مع الجد                         | سالي                                      | |

## الجوائز
| العام | الجائزة                               | الفئة                                                                          | الفيلم                             | النتيجة |
| ----- | ------------------------------------- | ------------------------------------------------------------------------------ | ---------------------------------- | ------- |
| 1993  | Cognac Festival du Film Policier      | Jury "Coup de Chapeau"                                                         | Jennifer 8                         | فوز     |
| 1995  | جائزة التوتة الذهبية                  | أسوأ ممثلة                                                                     | Even Cowgirls Get the Blues (film) | رُشِّح     |
| 1995  | جائزة الأوسكار                        | جائزة الأوسكار لأفضل ممثلة مساعدة                                              | خيال رخيص                          | رُشِّح     |
| 1995  | جوائز الأكاديمية البريطانية للأفلام   | جائزة البافتا لأفضل ممثلة في دور رئيسي                                         | خيال رخيص                          | رُشِّح     |
| 1995  | جائزة غولدن غلوب                      | جائزة غولدن غلوب لأفضل ممثلة مساعدة - فيلم                                     | خيال رخيص                          | رُشِّح     |
| 1995  | جوائز إم تي في للأفلام                | جائزة إم تي في للأفلام لأفضل أداء                                              | خيال رخيص                          | رُشِّح     |
| 1995  | جائزة نقابة ممثلي الشاشة              | جائزة نقابة ممثلي الشاشة للأداء المتميز لممثلة في دور مساند ‏                   | خيال رخيص                          | رُشِّح     |
| 1995  | جمعية دالاس فورت وورث لنقاد السينما   | أفضل ممثلة مساعدة                                                              | خيال رخيص                          | رُشِّح     |
| 1995  | جمعية شيكاغو لنقاد السينما            | أفضل ممثلة مساعدة                                                              | خيال رخيص                          | رُشِّح     |
| 1998  | جائزة اختيار أطفال نكلوديون           | Favorite Movie Actress                                                         | باتمان وروبن (فيلم)                | رُشِّح     |
| 1998  | جائزة التوتة الذهبية                  | Worst Supporting Actress                                                       | باتمان اند روبن                    | رُشِّح     |
| 1999  | جائزة التوتة الذهبية                  | أسوأ ممثلة                                                                     | المنتقمون ‏                         | رُشِّح     |
| 1999  | جائزة التوتة الذهبية                  | Worst Screen Couple (with رالف فاينس)                                          | المنتقمون ‏                         | رُشِّح     |
| 2001  | جوائز غوثام                           | أفضل ممثلة                                                                     |                                    | فوز     |
| 2002  | جوائز الروح المستقلة                  | جائزة الروح المستقلة لأفضل ممثلة مساعدة                                        | لاصق (توضيح)                       | رُشِّح     |
| 2003  | جائزة الجولدن جلوب                    | جائزة غولدن غلوب لأفضل ممثلة - مسلسل قصير أو فيلم تلفزيوني                     | هستيريا العمى                      | فوز     |
| 2003  | جائزة نقابة ممثلي الشاشة              | Outstanding Performance by a Female Actor in a Miniseries or Television Movie ‏ | هستيريا العمى                      | رُشِّح     |
| 2004  | جائزة زحل                             | جائزة زحل لأفضل ممثلة                                                          | اقتل بيل الجزء 1                   | فوز     |
| 2004  | جائزة البافتا                         | جائزة البافتا لأفضل ممثلة في دور رئيسي                                         | أقتل بيل الجزء 1                   | رُشِّح     |
| 2004  | جائزة إمباير                          | جائزة إمباير لأفضل ممثلة                                                       | أقتل بيل الجزء 1                   | فوز     |
| 2004  | جائزة الجولدن جلوب                    | جائزة غولدن غلوب لأفضل ممثلة - فيلم دراما                                      | أقتل بيل الجزء 1                   | رُشِّح     |
| 2004  | International Cinephile Society Award | أفضل ممثلة                                                                     | أقتل بيل الجزء 1                   | فوز     |
| 2004  | جوائز إم تي في للأفلام                | أفضل أداء                                                                      | أقتل بيل الجزء 1                   | فوز     |
| 2004  | Online Film Critics Society Awards    | أفضل ممثلة                                                                     | أقتل بيل الجزء 1                   | رُشِّح     |
| 2004  | Irish Film and Television Awards      | جائزة الجمهور لأفضل ممثلة دولية                                                | اقتل بيل الجزء 2                   | رُشِّح     |
| 2004  | جائزة اختيار المراهقين                | Choice Movie Actress – Drama/Action Adventure                                  | أقتل بيل الجزء 2                   | رُشِّح     |
| 2005  | جوائز زحل                             | أفضل ممثلة                                                                     | أقتل بيل الجزء 2                   | رُشِّح     |
| 2005  | جائزة اختيار النقاد للأفلام           | Critics Choice Award for Best Actress                                          | أقتل بيل الجزء 2                   | رُشِّح     |
| 2005  | جائزة إمباير                          | جائزة إمباير لأفضل ممثلة                                                       | أقتل بيل الجزء 2                   | رُشِّح     |
| 2005  | جائزة الجولدن جلوب                    | أفضل ممثلة - أفضل فيلم دراما                                                   | أقتل بيل الجزء 2                   | رُشِّح     |
| 2005  | جوائز إم تي في للأفلام                | أفضل أداء                                                                      | أقتل بيل الجزء 2                   | رُشِّح     |
| 2005  | Online Film Critics Society Awards    | أفضل ممثلة                                                                     | أقتل بيل الجزء 2                   | رُشِّح     |
| 2005  | جائزة ستالايت                         | Best Actress - Motion Picture Drama ‏                                           | أقتل بيل الجزء 2                   | رُشِّح     |
| 2005  | Italian Online Movie Awards           | Best Ensemble Cast                                                             | أقتل بيل الجزء 2                   | فوز     |
| 2005  | جوائز بيبول تشويس                     | Favorite Female Action Movie Star                                              |                                    | رُشِّح     |
| 2007  | جائزة بيبول تشويش                     | Favorite Female Action Movie Star                                              |                                    | رُشِّح     |
| 2012  | جوائز الإيمي برايم تايم               | Outstanding Guest Actress in a Drama Series ‏                                   | Smash                              | رُشِّح     |
| 2014  | جوائز بودلي                           | أفضل ممثلة مساعدة                                                              | شبق (فيلم)                         | رُشِّح     |
| 2014  | جائزة بامبي                           | أفضل ممثلة دولية                                                               |                                    | فوز     |
| 2015  | جائزة روبرت                           | جائزة روبرت لأفضل ممثلة في دور مساعد                                           | فيلم شبق                           | رُشِّح     |
| 2015  | CineEuphoria Award                    | أفضل ممثلة مساعدة - دولية                                                      | فيلم شبق                           | رُشِّح     |
| 2015  | جائزة جوبيتر السينمائية               | أفضل ممثلة دولية                                                               | فيلم شبق                           | رُشِّح     |

## قراءة إضافية
- Bina, Roxanna. "Interview with Uma Thurman." Independent Film Quarterly. December 8, 2003, accessed January 5, 2006.
- Biography Uma Thurman biography, accessed January 5, 2006.
- Brett, Anwar. Uma Thurman interview — Kill Bill Vol. 2. April 2004, accessed January 5, 2006.
- Chavel, Sean. "Uma Thurman interview." UGO. October 2003, accessed January 6, 2006.
- Felperin, Leslie. Uma Thurman: Pulp friction"[وصلة مكسورة], The Independent, April 16, 2004.
- Fischer, Paul. "For Ms. Thurman, Life is More than Just a Paycheck." Film Monthly. September 22, 2003, accessed January 5, 2006.
- Hedegaard, Erik. "A Magnificent Obsession. نسخة محفوظة 30 مارس 2007 على موقع واي باك مشين." Rolling Stone. April 29, 2004, accessed January 6, 2005.
- Russell, Jamie. Uma Thurman interview — Kill Bill Vol. 1. October 2003, accessed January 5, 2006.
- Sutherland, Bryon, Ellis, Lucy. Uma Thurman, The Biography". Aurum Press, 2004.

## وصلات خارجية
- أوما ثورمان على موقع IMDb (الإنجليزية)
- أوما ثورمان على موقع ميتاكريتيك (الإنجليزية)
- أوما ثورمان على موقع الموسوعة البريطانية (الإنجليزية)
- أوما ثورمان على موقع روتن توميتوز (الإنجليزية)
- أوما ثورمان على موقع مونزينجر (الألمانية)
- أوما ثورمان على موقع قاعدة بيانات الأفلام العربية
- أوما ثورمان على موقع ألو سيني (الفرنسية)
- أوما ثورمان على موقع ميوزك برينز (الإنجليزية)
- أوما ثورمان على موقع تيرنر كلاسيك موفيز (الإنجليزية)
- أوما ثورمان على موقع أول موفي (الإنجليزية)
- Uma Thurman's Official MySpace Profile
- TV.com – Uma Thurman